# Far Cry Instincts
Far Cry Instincts es un videojuego de disparos en primera persona desarrollado  por Ubisoft Montreal y Crytek,  y publicado por Ubisoft para Xbox y Xbox 360. Esta adaptación a consola del original Far Cry publicado anteriormente para Windows se diferencia de este por la eliminación de su diseño de mundo abierto y una inteligencia artificial inferior, en cambio ofreciendo modos multijugador adicionales mediante el servicio Xbox Live, así como un editor de mapas integrado.

## Jugabilidad
Al ser una nueva versión, la jugabilidad de Far Cry Instincts es idéntica a la de la versión para PC de Far Cry. Sin embargo, debido a las limitaciones técnicas de Xbox, el juego es más lineal y no ofrece el mismo nivel de libertad. Instincts introduce varias características ausentes en el Far Cry original, en particular las "Habilidades salvajes" y un sistema de trampas que permite al jugador crear una trampa explosiva envolviendo una rama de árbol con púas alrededor. follaje cercano. Cuando un NPC desprevenido pasa por allí, es asesinado por el látigo de rama. Las minas Claymore también están disponibles y se pueden colocar en el camino de los enemigos para obtener resultados devastadores. Estas trampas también se pueden emplear en el modo multijugador.
También hay un editor de mapas que permite al jugador crear sus propios mapas con acceso a muchos vehículos, armas, edificios y árboles, así como la capacidad de cambiar el paisaje. No se puede agregar agua; está a una altura constante y el jugador puede elegir si se puede acceder al agua o no haciendo que la tierra sea más alta o más baja. Pueden cargar los mapas y usarlos en Xbox Live para jugar contra amigos.

## Trama
Después de ser dado de baja deshonrosamente de la Marina de los Estados Unidos por sus acciones ilegales, Jack Carver (con la voz de Stephen Dorff) se convirtió en un traficante de armas del tráfico de armas en Manhattan, hasta que fue Obligado a cerrar el negocio por una pandilla, que asesinó a un heredero de la Mafia, utilizando armas proporcionadas por Jack. En consecuencia, la mafia puso precio a su cabeza y se vio obligado a huir de Estados Unidos y establecerse en Micronesia. Aquí, Jack compró un barco usado en una subasta del gobierno y comenzó otro negocio: transportar turistas y clubes de buceo por la zona. Finalmente, una periodista llamada Valerie Cortez le ofreció a Jack una gran suma de dinero por llevarla a un remoto archipiélago conocido como "Jacutan". Jack aceptó el trabajo, aunque con cautela.
El juego comienza cuando Jack y Val llegan a Jacutan. Después de que Val despega sola con una moto acuática, el barco de Jack es destruido por helicópteros UH-60 Black Hawk, lo que lo obliga a refugiarse dentro de un portaaviones japonés destrozado cercano. Después de adquirir unos auriculares, Jack comienza a comunicarse con un hombre misterioso que se hace llamar "Doyle", quien revela que Val es un agente encubierto de la CIA y vino a Jacutan para rescatarlo. Doyle tiene la misión de exponer los trabajos de un científico loco llamado Dr. Krieger, que está trabajando en un suero para mejorar las habilidades físicas y "desbloquear" rasgos animales ocultos en ellas.
Doyle convence a Jack para que encuentre y rescate a Val, quien ha sido capturada por los mercenarios de Krieger. Mientras cubre a Val, el propio Jack es capturado por la mano derecha de Krieger, el ex-apartheid coronel Richard Crowe, y llevado ante Krieger, quien nota el ingenio y la tenacidad de Jack y comenta que sería un buen sujeto de prueba. A Jack le inyectan suero de Krieger y lo transportarán a un área de observación cuando se recupera prematuramente y escapa. Para su sorpresa, Jack descubre que ahora tiene "habilidades salvajes", como mayor velocidad, visión nocturna y un violento ataque cuerpo a cuerpo. Sin embargo, junto con estos poderes viene un implante diseñado para regular los efectos del suero y permite usar armas especializadas contra Jack.
Doyle le ordena a Jack que lo encuentre para poder quitarle el implante. En el camino, Jack debe evitar que un programador informático mercenario descifre el PC de bolsillo de Val, lo que arruinaría la tapadera de Doyle. Al descender a un antiguo búnker japonés de la época de la Segunda Guerra Mundial para detener el descifrado, Jack es acorralado por los mercenarios mientras intenta escapar. Se retira a través de un antiguo complejo minero subterráneo y sigue las instrucciones de Doyle hasta el centro de investigación principal. Luego, Jack se dirige a las instalaciones, donde descubre el alcance del trabajo de Krieger y los monstruos mutantes que ha creado. Mientras está en las instalaciones, Jack descubre que Crowe está reuniendo a los mutantes con un propósito desconocido. Después de finalmente reunirse con Doyle y quitarle el implante, Jack comienza a exhibir una evolución incontrolada (representada en el juego por la barra de adrenalina de Jack que ahora disminuye con cada uso de uno de los poderes y la capacidad de llevar armas montadas como un calibre .50 ametralladora).
Cuando Jack escapa del centro de investigación, descubre que Crowe se ha llevado a Doyle y el suero mutante y ha desatado a los mutantes en un complot para traicionar a Krieger. Jack debe luchar en medio de una guerra entre los mercenarios de Crowe, los mutantes salvajes y un grupo de élite de fuerzas especiales bajo el mando personal de Krieger, con órdenes de "desinfectar" las tropas de Crowe. Al rescatar a Doyle, Jack descubre que Crowe se ha inyectado una dosis cuádruple del suero que recibió Jack y sin implante. Asumiendo el control de las criaturas "Alpha", los mutantes más poderosos e inteligentes con habilidades similares a las de Jack, Crowe ha ido directamente a la base de operaciones de Kreiger. Jack lo sigue y se abre camino hasta la mansión de Krieger en la cima de un volcán activo, donde lucha y derrota al Crowe físicamente deformado. Krieger, en un último esfuerzo por utilizar a los Alfas contra Jack, se da cuenta de que ahora ven a Jack como su líder debido a su victoria sobre Crowe. Los mutantes se vuelven contra Krieger y lo matan, viéndolo como una amenaza para Jack, y así le permiten escapar cuando el volcán entra en erupción.
Jack puede retirarse a un Black Hawk pilotado por Val y Doyle, quienes prometen pagar un barco nuevo para reemplazar el destruido. Doyle también promete que "pueden hacer algo mejor" y le desliza una caja de metal a Jack, quien la abre y se ríe crípticamente del contenido invisible mientras el helicóptero se aleja.

## Secuela y remakes

### Evolution
El 28 de marzo de 2006 se lanzó para Xbox una secuela de Far Cry Instincts, que comparte el mismo nombre excepto por la adición del subtítulo Evolution. Además de una nueva campaña para un jugador, que es considerablemente más corto que el de Far Cry Instincts, el juego también presenta nuevas armas y vehículos, un modo multijugador adicional y un creador de mapas ampliado. Evolution no es compatible con versiones anteriores con Xbox 360, y los mapas creados en la versión Xbox de Instincts no se pueden transferir a la versión de Xbox 360.
La trama de Evolución comienza algún tiempo después de los acontecimientos de Instincts. Jack es contratado por una mujer llamada Kade para un negocio de armas entre piratas y el gobierno de Micronesia. Sin embargo, el trato es emboscado por rebeldes liderados por un cacique nativo llamado Semeru, quien junto con sus guerreros de élite exhiben las mismas habilidades salvajes que Jack, quien está incriminado por el ataque. Después de huir a una casa segura con Kade, Jack se enfrenta a Doyle, que está aquí para controlar los daños. Ofrece amnistía a Jack y Kade a cambio de su ayuda para destruir una refinería controlada por los rebeldes. Después de hacerlo con éxito, Doyle resulta herido y Kade es capturado por los rebeldes. Jack salva a Doyle, en parte porque conoce la salida de la jungla, pero mientras busca transporte, Doyle también es capturado. Después de rastrear la sangre de Doyle a través de la jungla y una base construida en el dosel del bosque, Jack encuentra a Doyle muerto tras las huellas de un templo en la montaña. Luego, Jack atraviesa el templo donde se encuentra nuevamente con Semeru. Semeru se burla de Jack, diciendo que sin concentración ni devoción, es simplemente un farsante con poderes que no merece, antes de revelar que Kade se ofreció a darle parte del dinero del trato a cambio de dejarla ir. Sin embargo, Semeru se negó a liberarla a menos que ella lo ayudara a matar a Jack. Luego, Semeru domina a Jack antes de que Kade apuñale a este último con un cuchillo con un veneno que neutraliza sus habilidades salvajes. A pesar de perder sus poderes, Jack puede derrotar a Semeru, quien muere después de ser empalado en escombros de bambú. Luego, Jack se enfrenta a Kade, quien le alega que no sabía qué más hacer para salvarse. En lugar de matar a Kade, Jack le devuelve el dinero del trato y le dice: "Ahórrate las lágrimas. En otro momento habría hecho lo mismo. Es todo demasiado... humano".
El 12 de diciembre de 2006 se lanzó en Norteamérica una nueva versión de Wii de Evolution, titulada Far Cry Vengeance y que presenta niveles adicionales, armas, vehículos y controles modificados, 5 de enero de 2007, en Europa, y 28 de febrero en Australia.

### Predator
Far Cry Instincts: Predator se lanzó para Xbox 360 el mismo día que se lanzó Evolution para Xbox. Incluye versiones gráficamente mejoradas de Instincts y Evolution.

### Paradise Lost
Paradise Lost es un juego de disparos en rieles arcade port de Far Cry Instincts desarrollado por Global VR y publicado por Ubisoft en 2007. Sus armas ligeras son similares a las de Aliens: Extermination. Los jugadores usan torretas estacionarias armadas con cohetes y granadas como potenciadores.

## Recepción

### Far Cry Instincts
Far Cry Instincts recibió críticas "generalmente favorables", según el agregador de reseñas Metacritic.

### Evolution
Evolution recibió críticas "generalmente favorables", según el agregador de reseñas Metacritic.

### Predator
Predator recibió críticas "generalmente favorables", según el agregador de reseñas Metacritic.